# Miracolo dell'acqua che sgorga dall'arca dei santi Fermo, Rustico e Procolo
Il Miracolo dell'acqua che sgorga dall'arca dei santi Fermo, Rustico e Procolo è un dipinto olio su tela di Gian Paolo Cavagna eseguito per la chiesa di San Fermo della località di Polzano poi conservato nella chiesa di San Benedetto di Bergamo, via Sant'Alessandro.

## Storia
Il culto dei santi Fermo e Rustico, ha una storia molto antica a Bergamo. Si tramanda che fossero d'origine bergamasca, anche se fonti non lo confermano, anzi potrebbero invece essere di origine nordafricana. Si narra che furono catturati a Verona ai tempi dell'imperatore Massimiano, insieme al vescovo Procolo, dove subirono il martirio e la decapitazione. Le salme furono portate a Cartagine per essere poi riportate in Italia e riscattate dal vescovo Annone di Verona durante il regno longobardo di Desiderio e Adelchi nell'VIII secolo. 
La tradizione racconta che alcuni mercanti bergamaschi, di ritorno da Venezia, il 4 gennaio 855 riuscirono a trafugare le reliquie dei tre martiri, portarle a Bergamo dove furono nascoste in un terreno fuori dalla città. L'edificazione di una chiesa dove poter conservare l'urna con le reliquie fu ordinata l'11 maggio 1155 dal vescovo Gerardo, dopo che furono segnalati fatti ritenuti miracolosi, era infatti stata sanata una donna di nome Selvatica che era ritenuta indemoniata. L'arca con le reliquie che risultava essere anche piena d'acqua, fu poi posta sull'altare del duomo di Bergamo a loro dedicato costruito nel 1731.
Il miracolo dell'acqua che viene rappresentato nel dipinto era stato raccontato da fra Celestino Colleoni: “[…] la gente alzava il coperchio il giorno della festa dei Santi, che è il 9 Agosto, e vi trovava molta di quell'acqua! A volte anche durante l'anno”.
La relazione della visita pastorale alla chiesa del 14 settembre 1575 di san Carlo Borromeo non racconta questo evento, ma conferma la presenza delle reliquie di tre persone: Il miracolo dell'acqua pare si fosse ripetuto nell'estate del 1604, che fu particolarmente poco piovosa e asciutta, tanto da bruciare tutto il raccolto, ma l'urna continuava ad avere quest'acqua limpidissima. A ricordo del ripetersi di questo evento fu commissionato il dipinto al Cavagna.
San Carlo Borromeo nella visita pastorale, chiese di chiudere il convento femminile dell'ordine di San Benedetto, e che le suore si unissero al monastero benedettino di via Sant'Alessandro.
Nel 2016 la tela fu oggetto di un restauro da parte dei restauratori Alberto Sangalli e Minerva Tramonti Maggi, e a spese della Fondazione Credito Bergamasco.

## Descrizione
Il dipinto è conservato come pala d'altare del presbiterio della chiesa benedettina. Il racconto che presenta la tela si sviluppa su tre ordini. In quello superiore vi è una sacra conversazione: la Madonna col Bambino e accanto a loro san Benedetto e santa Scolastica. la Madonna volge lo sguardo di preghiera verso il figlio mentre con le mano indica in santi martiri Fermo e Rustico e il vescovo Procolo che sono posti nell'ordine inferiore. Tra i due ordini vi è la raffigurazione in lontananza di un convento e della chiesa, così come doveva presentarsi l'edificio religioso prima dell'ammodernamento settecentesco, dove si svolge un esorcismo, riprendendo il miracolo che si tramandava per tradizione.  Vi è rappresentata una processione di persone festanti, sicuramente indicando il giorno dedicato ai santi. Tra la folla vi sono anche animali e una donna che regge una brocca sulla testa, che avrebbe dovuto raccogliere l'acqua benedetta. 
Nell'ordine inferiore vi è raffigurata una balaustra marmorea con personaggi posti nella parte frontale che attendono di ricevere l'acqua miracolosa dai chierici che sono posti oltre la balaustra, ad un livello inferiore in prossimità dell'arca piena di acqua miracolosa.